# Okello Othow Ojulu
Okello Othow Ojulu (* 24. Mai 1996) ist ein äthiopischer Leichtathlet, der sich auf den Speerwurf spezialisiert hat.

## Sportliche Laufbahn
Erste internationale Erfahrungen sammelte Okello Othow Ojulu 2013 bei den Juniorenafrikameisterschaften in Réduit, bei denen er mit einer Weite von 65,23 m den vierten Platz belegte. Im Jahr darauf nahm er erstmals an den Afrikameisterschaften in Marrakesch teil und erreichte dort mit 65,87 m Rang neun. 2015 gewann er bei den Juniorenafrikameisterschaften in Addis Abeba mit 66,23 m die Bronzemedaille und wurde anschließend bei den Afrikaspielen in Brazzaville mit 65,77 m Achter. Erste vier Jahre später bestritt er bei den Afrikaspielen in Rabat seinen nächsten Wettkampf und belegte dort mit neuem Landesrekord von 71,55 m den vierten Platz. 2022 gelangte er bei den Afrikameisterschaften in Port Louis mit 65,04 m auf den neunten Platz und 2024 wurde er bei den Afrikaspielen in Accra mit 62,42 m Zwölfter. Im Juni gelangte er bei den Afrikameisterschaften in Douala mit 63,65 m auf Rang zehn.
2019 wurde Ojulu äthiopischer Meister im Speerwurf.